# 波罗的芬兰人
波罗的芬兰人是居住在北欧波罗的海地区说属于波罗的-芬兰语支的语言的各民族的总称，包括芬兰人、爱沙尼亚人（包括沃罗人和塞托人）、卡累利阿人（包括吕迪人和奥洛涅茨卡累利阿人）、维普斯人、伊乔里亚人、瓦佳人和利沃尼亚人，以及分布在世界各地的他们的后裔。在有些情况下，克文人、英格里芬兰人、托尔讷河谷人及梅安语使用者从芬兰人中单独罗列出来。
绝大部分的波罗的芬兰人（超过98%）是芬兰人和爱沙尼亚人，他们居住在仅有的两个独立的波罗的芬兰人的民族国家里，即芬兰和爱沙尼亚。他们在临近的瑞典、挪威和俄罗斯国家内也是人数不少的少数族群。